# Giuseppe Sandrinelli
Giuseppe Sandrinelli (1808 – 16. listopadu 1890) byl rakouský právník a politik italské národnosti z Terstu, v 2. polovině 19. století poslanec Říšské rady.

## Biografie
Profesí byl soudce a politik. Od října 1846 zastával post soudního rady v Trevisu. Radou vrchního zemského soudu v Terstu se stal roku 1856. Od prosince 1868 působil jako viceprezident zemského soudu v Terstu. V roce 1874 získal Císařský rakouský řád Leopoldův.
Zasedal coby poslanec Říšské rady (celostátního parlamentu Předlitavska), kam usedl v prvních přímých volbách do Říšské rady roku 1873 za kurii městskou v Terstu, druhý a třetí voličský sbor. V roce 1873 se uvádí jako Dr. Josef Sandrinelli, c. k. prezident obchodního a námořního soudu, bytem Terst. V roce 1873 zastupoval v parlamentu provládní blok Ústavní strany (centralisticky a provídeňsky orientované).
Jeho synem byl Luigi Sandrinelli (1846–1922), právník a politik, starosta Terstu.